# 도카와촌
도카와촌(일본어: 十川村)은 일본 고치현 하타군에 있던 촌이다. 현재의 시만토정에 해당한다.

## 역사
- 1889년 4월 1일 - 정촌제 시행에 의해 7촌의 구역으로 성립하였다.
- 1957년 8월 1일 - 쇼와촌과 합병해 도와촌이 성립, 동일 도카와촌은 폐지되었다.

## 교통

### 철도
현재는 구촌지역에 요도선 도카와역이 소재하지만 당시엔 미개통

## 참고 문헌
- 角川日本地名大辞典編纂委員会,『角川日本地名大辞典 39 高知県』1983, 角川書店